# Women's Regional Handball League 2011-12
Women's Regional Handball League 2011-12 var den fjerde sæson af Women's Regional Handball League med deltagelse af klubhold fra Serbien, Montenegro og Makedonien.
Ligaen havde deltagelse af syv hold, som mødte hinanden i en dobbeltturnering ude og hjemme. De fire bedst placerede hold gik videre til slutspillet, der blev afviklet i final 4-format.

## Resultater

### Grundspil
| Plac. | Klub                 | Kampe | Vund. | Uafgj. | Tabte | + Mål − | Point |
| ----- | -------------------- | ----- | ----- | ------ | ----- | ------- | ----- |
| 1.    | ŽRK Budućnost        | 12    | 12    | 0      | 0     | 367-233 | 24    |
| 2.    | RK Zaječar           | 12    | 10    | 0      | 2     | 315-239 | 20    |
| 3.    | ŽORK Jagodina        | 12    | 8     | 0      | 4     | 332-283 | 16    |
| 4.    | RK Metalurg          | 12    | 6     | 0      | 6     | 313-267 | 12    |
| 5.    | RK Žito Prilep       | 12    | 3     | 0      | 9     | 255-311 | 6     |
| 6.    | ŽRK Radnički Beograd | 12    | 3     | 0      | 9     | 329-389 | 6     |
| 7.    | ŽRK Biseri Pljevlja  | 12    | 0     | 0      | 12    | 212-401 | 0     |

Stilling pr. 19. april 2012.

### Slutspil
Slutspillet med de fire bedste hold blev spillet i Bar, Montenegro.
| Dato        | Hold                        | Res.        | Pause       |
| Semifinaler | Semifinaler                 | Semifinaler | Semifinaler |
| ----------- | --------------------------- | ----------- | ----------- |
| 21.4.       | ŽRK Budućnost - RK Metalurg | 32–22       | 16-12       |
| 21.4.       | RK Zaječar - ŽORK Jagodina  | 31–25       | 16-17       |
| Bronzekamp  |                             |             |             |
| 22.4.       | RK Metalurg - ŽORK Jagodina | 22–25       | 8-14        |
| Finale      |                             |             |             |
| 22.4.       | ŽRK Budućnost - RK Zaječar  | 31–29       | 16-15       |